# Stärkepolymer
Als Stärkepolymere werden grundsätzlich alle Polymere bezeichnet, die auf das natürlich vorkommende Polysaccharid Stärke aufbauen. Während im Umfeld der biologisch-chemischen Forschung auch das Polymer der Stärke selbst als Stärkepolymer bezeichnet wird, bezieht sich diese Bezeichnung im technischen Sprachgebrauch vor allem auf Kunststoffe und andere Werkstoffe, die auf der Basis von Stärke hergestellt werden und als Biowerkstoffe Verwendung finden.

## Aufbau und Eigenschaften der Stärke

Ausschnitt aus einem Amylosepolymer

Ausschnitt aus einem Amylopektinpolymer

Stärke ist als Polysaccharid ein natürliches Biopolymer, das in Form von Stärkekörnern als Energiespeicherstoff in die Zellen von Pflanzen eingelagert wird. Sie besteht aus α-D-Glucose-Einheiten (Monomere), die über glykosidische Bindungen miteinander verknüpft sind. Dadurch ergibt sich die chemische Formel (C6H10O5)n, wobei C für den enthaltenen Kohlenstoff, H für den Wasserstoff und O für den Sauerstoff steht. Im Normalfall besteht ein Stärkemolekül aus 104 bis 106 Glucoseeinheiten, wobei es zwei verschiedene Typen gibt:
- 20–30 % der Stärke besteht aus Amylose, linearen Ketten mit helikaler (Schrauben-)Struktur, die nur α-1,4-glykosidisch verknüpft sind und
- 70–80 % besteht aus Amylopektin, stark verzweigten Strukturen, mit α-1,6-glykosidischen und α-1,4-glykosidischen Verknüpfungen.

Aufgrund der OH-Gruppen sowie der glykosidischen Bindung der einzelnen Monomere lässt sich Stärke auf unterschiedliche Arten chemisch modifizieren und so für unterschiedliche Zwecke nutzbar machen. So gewinnt man durch verschiedene Substitutionen Stärkeether (Stärke-O-R) oder Stärkeester (Stärke-O-CO-R), außerdem lassen sich verschiedene Moleküle mit dem Stärkepolymer verknüpfen (R-O-Stärke-O-R und/oder R-OC-O-Stärke-O-CO-R). Durch Oxidation der primären OH-Gruppen lassen sich oxidierte Stärken sowie Stärkemoleküle mit vermehrten COOH- oder CHO-Gruppen gewinnen, bei einer Oxidation der sekundären OH-Gruppen resultieren vermehrte CHO- und CO-Gruppen sowie Ringbildungen der Moleküle C2 und C3. Bei der Thermolyse und der Pyrolyse lässt sich unter Abscheidung von Wasser Laevoglucosan gewinnen, das als Ausgangsstoff für eine Reihe von Produkten genutzt werden kann.
Durch Hydrolyse mit Hilfe von Enzymen oder Säuren können die glykosidischen Bindungen aufgebrochen werden, wodurch verschiedene modifizierte Stärken, Dextrine sowie stärkebasierte Zuckerstoffe entstehen.

## Stärkebasierte Werkstoffe
Bei der Herstellung von bio-basierten Kunststoffen spielt Stärke eine Rolle. Die wichtigsten Biokunststoffe auf Stärkebasis sind extrudierte Thermoplastische Stärken (TPS) und Stärkeblends sowie Polymilchsäure (PLA) (in der Reihenfolge ihrer Marktanteile). Alle weiteren Biokunststoffe wie Polyhydroxyalkanoate (PHA) machen zusammen weniger als 5 % aus.
Während Thermoplastische Stärke, Stärkemischungen und stärkegefüllte Polyolefine eine direkte Nutzung von Stärke bzw. modifizierten Stärken darstellen, werden PHAs und PLA durch Fermentation produziert. Das Fermentationssubstrat kann dabei – wie oben dargestellt – auf unterschiedlichen Rohstoffen aufbauen. Dabei wird aktuell für die Herstellung von PLA vor allem Maisstärke genutzt (NatureWorks in den USA).

### Thermoplastische Stärke

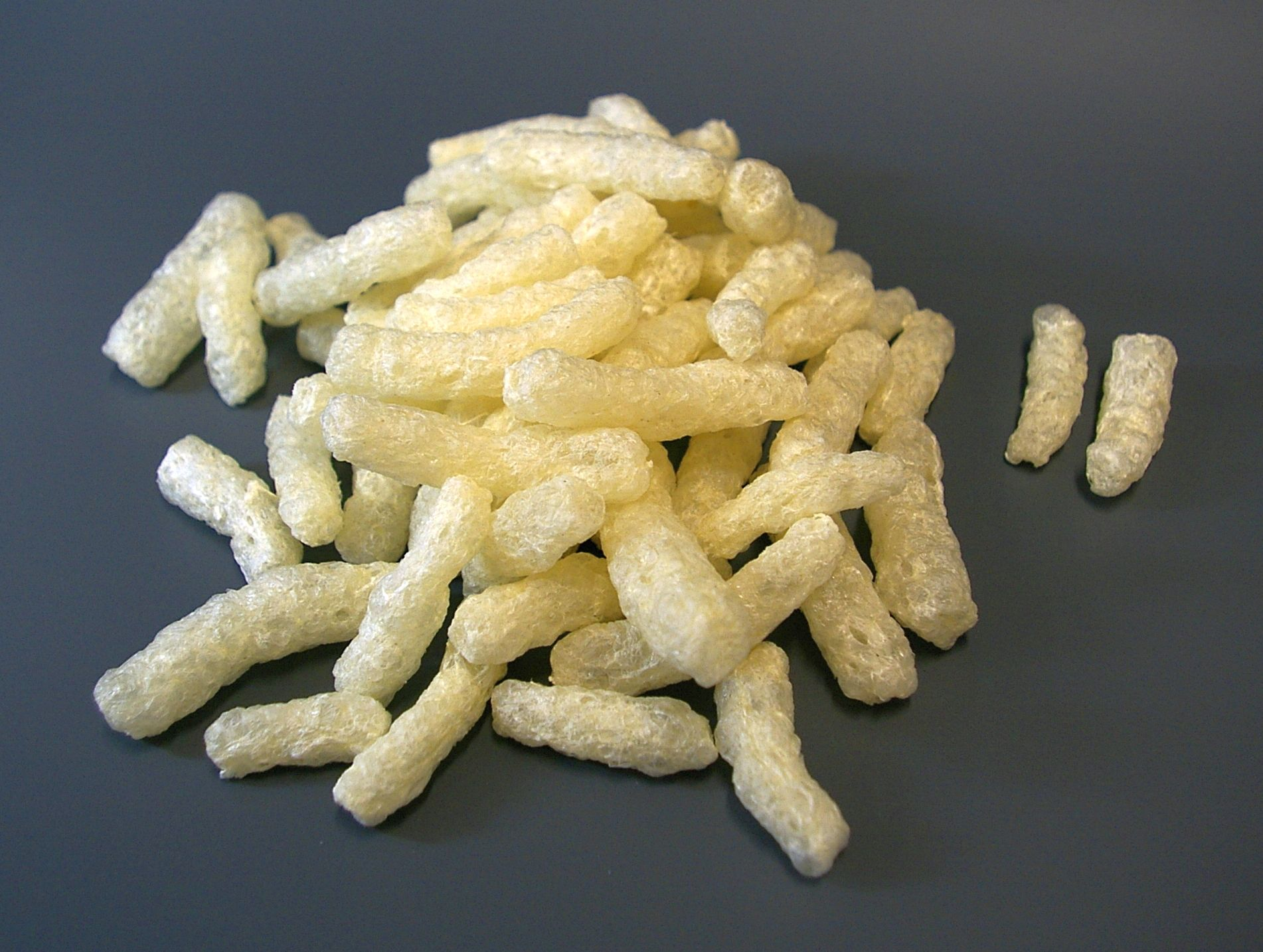
Verpackungschips aus thermoplastischer Stärke

Thermoplastische Stärke (TPS) ist aufgrund ihrer für die Nutzung negativen Eigenschaft, Wasser aufzunehmen, im Regelfall nur eine der Komponenten, aus der moderne Biokunststoffe auf Stärkebasis hergestellt werden. Der zweite Grundbestandteil dieser Kunststoffblends besteht aus wasserabweisenden, biologisch abbaubaren Polymeren wie Polyester, Polyesteramiden, Polyesterurethanen oder Polyvinylalkohol. Ein Kunststoffblend setzt sich demnach aus zwei Phasen zusammen, aus der kontinuierlichen und der hydrophoben Polymerphase, sowie aus der dispersen und hydrophilen Stärkephase. Während des Schmelzvorgangs im Extruder verbinden sich die wasserlösliche, disperse Stärkephase und die wasserunlösliche, kontinuierliche Kunststoffphase zu einem wasserfesten Stärkekunststoff.
Mit einem Marktanteil von etwa 80 Prozent bildet thermoplastische Stärke den derzeit wichtigsten und gebräuchlichsten Vertreter der Biokunststoffe.

### Stärkeblends
Als Stärkeblends bezeichnet man Mischungen aus Thermoplastischer Stärke (TPS) und Kunststoffen, die entweder auf Erdöl oder auf nachwachsenden Rohstoffen basieren können. Stärkeblends stellen international einen der größten Anteile der bio-basierten Kunststoffe dar und variieren je nach Zusammensetzung in ihren Eigenschaften.

### Stärkegefüllte Werkstoffe
Bei den Stärkegefüllten Verbundwerkstoffen wird die Stärke in partikulärer oder körniger Form als Füllstoff verwendet. Durch die Füllung können bei den Werkstoffen die technischen Werkstoffeigenschaften sowie die Abbaueigenschaften verbessert werden.
Letzteres ist zum einen bedingt durch den direkten biologischen Abbau der Stärke, zudem jedoch auch durch die von der Stärkefüllung vergrößerte Oberfläche des Matrixkunststoffs. Dabei werden allerdings Matrix-Polymere wie Polyethylen nicht biologisch abbaubar, sondern es kommt durch den Abbau der Stärkekörner zu einer makroskopischen Materialzersetzung.

### Fermentativ hergestellte Werkstoffe
Zu den fermentativ, also durch Vergärung von Stärke, Zucker und anderen Rohstoffen durch verschiedene Mikroorganismen, hergestellten Biopolymeren gehören vor allem die Polyhydroxyalkanoate (insbesondere Polyhydroxybutyrat (PHB)) sowie die auf der Basis fermentativ hergestellter Milchsäure basierenden Polylactide. Da bei ihnen die Stärke über den Stoffwechsel der Organismen in ihrer Struktur vollständig umgebaut wird, werden diese Werkstoffe in der Regel nicht als Stärkepolymere, sondern stattdessen nur als stärkebasierte Polymere bezeichnet.

## Belege
1. ↑  Artikel Starch, Chemical Properties. In: Hans Zoebelein (Hrsg.): Dictionary of Renewable Ressources. 2. Auflage. Wiley-VCH, Weinheim und New York 1996, ISBN 3-527-30114-3, S. 266–267.